# فارون خانا
فارون خانا (12 أكتوبر 1984 - ) هو لاعب كريكت هندي.

## وصلات خارجية
- فارون خانا على موقع إي آس بي آن كريك إنفو (الإنجليزية)